# A Pair of Sixes
A Pair of Sixes è un film muto del 1918 diretto da Lawrence C. Windom e prodotto dalla Perfection Pictures per l'Essanay di Chicago. La sceneggiatura di Charles J. McGuirk si basa sull'omonimo lavoro teatrale di Edward Peple andato in scena al Longacre Theatre di Broadway il 17 marzo 1914.

## Trama
T. Boggs Johns e George B. Nettleton, soci in affari e proprietari dell'Eureka Digestive Pill Company, non vanno più d'accordo e litigano per ogni piccola cosa. I contrasti tra i due stanno diventando una minaccia per la compagnia e Thomas J. Vanderholt, il loro avvocato, deciso ad impartire loro una lezione, suggerisce che risolvano la situazione giocandosela a poker: il vincitore, per un anno, assumerà tutti i poteri mentre l'altro sarà il suo domestico. Inoltre, nessuno dei due potrà rivelare i termini della scommessa a fronte di una penale di cinquemila dollari. A vincere è George, mentre Boggs si rassegna al ruolo che gli è stato assegnato. Una sera, Florence, la fidanzata di Boggs, viene invitata a cena a casa di George dov'è presente anche l'avvocato. Vanderholt, innamorato pure lui di Florence, le confida il patto tra i due soci e le svela il motivo per cui Boggs è al servizio di George, provocando l'indignazione di Florence. Boggs, per vendicarsi dell'umiliazione, si mette a flirtare con la moglie di George, risvegliando la gelosia dell'altro. Florence, però, giunge alla conclusione che il patto, basato su una partita a poker, non ha nessuna base legale e, di conseguenza, lo rende nullo.

## Produzione
Il film fu prodotto dalla Essanay Film Manufacturing Company. Maude Eburne e C. E. Ashley, due tra gli interpreti del film, avevano ricoperto gli stessi ruoli anche nel lavoro teatrale andato in scena a Broadway quattro anni prima. La pièce di Peple venne portata nuovamente sullo schermo dalla Paramount Publix nel 1930 con Queen High, un musical interpretato da Ginger Rogers e nel 1937, con On Again-Off Again di Edward F. Cline, una commedia prodotta dalla RKO.

## Distribuzione
Il copyright del film, richiesto dalla Essanay Film Mfg. Co., fu registrato il 6 marzo 1918 con il numero LP12175.
Distribuito dalla George Kleine System, il film - presentato da George K. Spoor - uscì nelle sale cinematografiche statunitensi il 1º aprile 1918.
Non si conoscono copie ancora esistenti della pellicola che viene considerata presumibilmente perduta.